# 大久保 (習志野市)
大久保（おおくぼ）は、千葉県習志野市の町丁。住居表示実施区域であり、現行行政町名は大久保一丁目から大久保四丁目。郵便番号は275-0011。また、京成大久保駅周辺の地域名として「大久保」の地名が用いられることもある。
旧千葉郡津田沼村のち津田沼町大字大久保新田、旧千葉郡津田沼町大字大久保、旧習志野市大久保町に概ね相当する。

## 歴史

### 沿革
- 江戸初期 - 大坂夏の陣で敗れた市角頼母が大久保新田を開く[4]。
- 1889年（明治22年） - 大久保新田が谷津村・久々田村・鷺沼村・藤崎村と合併し村制施行。大久保新田は津田沼村大字大久保新田となる[5]。
- 1903年（明治36年） - 津田沼村が町制施行し、津田沼村大字大久保新田が津田沼町大字大久保新田となる[5]。
- 1907年（明治40年） - 大字大久保新田が大字大久保に改称[5]。
- 1954年（昭和29月） - 津田沼町が千葉市の一部（大字馬加・大字長作・大字天戸・大字実籾・大字愛宕・大字安生津）と合併し市制施行。津田沼町大字大久保が習志野市大久保町一丁目 - 六丁目となる[5]。
- 1957年（昭和33年） - 藤崎町七丁目の全部をもって大久保町七丁目となる[6]。
- 1967年（昭和42年） - 大久保町および藤崎町の一部が住居表示を実施し、大久保一丁目 - 四丁目が成立[7]。

### 地名の変遷

#### 市制施行時
市制施行に伴い、以下の通り、大字大久保が大久保町に改められた。
| 変更後                 | 変更前                       | 変更前                       | 変更日                |
| 町丁                   | 町・字（特記なければ各一部） | 町・字（特記なければ各一部） | 変更日                |
| 町丁                   | 大字                         | 小字                         | 変更日                |
| ---------------------- | ---------------------------- | ---------------------------- | --------------------- |
| 大久保町一丁目（新設） | 大字大久保                   | 字中野                       | 1954年（昭和29年）8月 |
| 大久保町一丁目（新設） | 大字大久保                   | 字弁天原                     | 1954年（昭和29年）8月 |
| 大久保町一丁目（新設） | 大字大久保                   | 字富士見台                   | 1954年（昭和29年）8月 |
| 大久保町一丁目（新設） | 大字大久保                   | 字南作（全部）               | 1954年（昭和29年）8月 |
| 大久保町一丁目（新設） | 大字大久保                   | 字西作（全部）               | 1954年（昭和29年）8月 |
| 大久保町二丁目（新設） | 大字大久保                   | 字牧野                       | 1954年（昭和29年）8月 |
| 大久保町二丁目（新設） | 大字大久保                   | 字猪穴                       | 1954年（昭和29年）8月 |
| 大久保町二丁目（新設） | 大字大久保                   | 字辰巳台（全部）             | 1954年（昭和29年）8月 |
| 大久保町二丁目（新設） | 大字大久保                   | 字溝作（全部）               | 1954年（昭和29年）8月 |
| 大久保町二丁目（新設） | 大字大久保                   | 字丸山（全部）               | 1954年（昭和29年）8月 |
| 大久保町三丁目（新設） | 大字大久保                   | 字猪穴                       | 1954年（昭和29年）8月 |
| 大久保町四丁目（新設） | 大字大久保                   | 字牧野                       | 1954年（昭和29年）8月 |
| 大久保町四丁目（新設） | 大字大久保                   | 字猪穴                       | 1954年（昭和29年）8月 |
| 大久保町五丁目（新設） | 大字大久保                   | 字牧野                       | 1954年（昭和29年）8月 |
| 大久保町五丁目（新設） | 大字大久保                   | 字証文塚                     | 1954年（昭和29年）8月 |
| 大久保町六丁目（新設） | 大字大久保                   | 字証文塚                     | 1954年（昭和29年）8月 |
| 大久保町六丁目（新設） | 大字大久保                   | 字弁天原                     | 1954年（昭和29年）8月 |
| 大久保町六丁目（新設） | 大字大久保                   | 字富士見台                   | 1954年（昭和29年）8月 |

#### 住居表示実施時
住居表示実施に伴い、以下の通り大久保一丁目から大久保四丁目が成立した。
| 変更後                 | 変更前                     | 変更日             |
| 町丁                   | 町丁（特記なければ各一部） | 変更日             |
| ---------------------- | -------------------------- | ------------------ |
| 大久保一丁目（新設）   | 大久保町一丁目             | 1967年（昭和42年） |
| 大久保一丁目（新設）   | 大久保町二丁目             | 1967年（昭和42年） |
| 大久保一丁目（新設）   | 大久保町六丁目             | 1967年（昭和42年） |
| 大久保一丁目（新設）   | 藤崎町五丁目               | 1967年（昭和42年） |
| 大久保二丁目（新設）   | 大久保町一丁目             | 1967年（昭和42年） |
| 大久保二丁目（新設）   | 大久保町二丁目             | 1967年（昭和42年） |
| 大久保町三丁目（新設） | 大久保町一丁目             | 1967年（昭和42年） |
| 大久保町三丁目（新設） | 大久保町二丁目             | 1967年（昭和42年） |
| 大久保町三丁目（新設） | 大久保町四丁目             | 1967年（昭和42年） |
| 大久保町三丁目（新設） | 大久保町五丁目             | 1967年（昭和42年） |
| 大久保町三丁目（新設） | 大久保町六丁目             | 1967年（昭和42年） |
| 大久保町三丁目（新設） | 大久保町七丁目（全部）     | 1967年（昭和42年） |
| 大久保町三丁目（新設） | 藤崎町五丁目               | 1967年（昭和42年） |
| 大久保町三丁目（新設） | 藤崎町六丁目               | 1967年（昭和42年） |
| 大久保四丁目（新設）   | 大久保町二丁目             | 1967年（昭和42年） |
| 大久保四丁目（新設）   | 大久保町四丁目             | 1967年（昭和42年） |
| 大久保四丁目（新設）   | 大久保町五丁目             | 1967年（昭和42年） |

## 地名の由来
浜田川の支流の奥に窪地があることに由来するという説と、江戸時代初期に近隣の鷺沼地域（現：鷺沼・鷺沼台）の領主であった旗本の大久保氏に由来するという説がある。
江戸時代の新田開発で拓かれた村であることから「大久保新田」と呼ばれた。

## 小中学校の学区

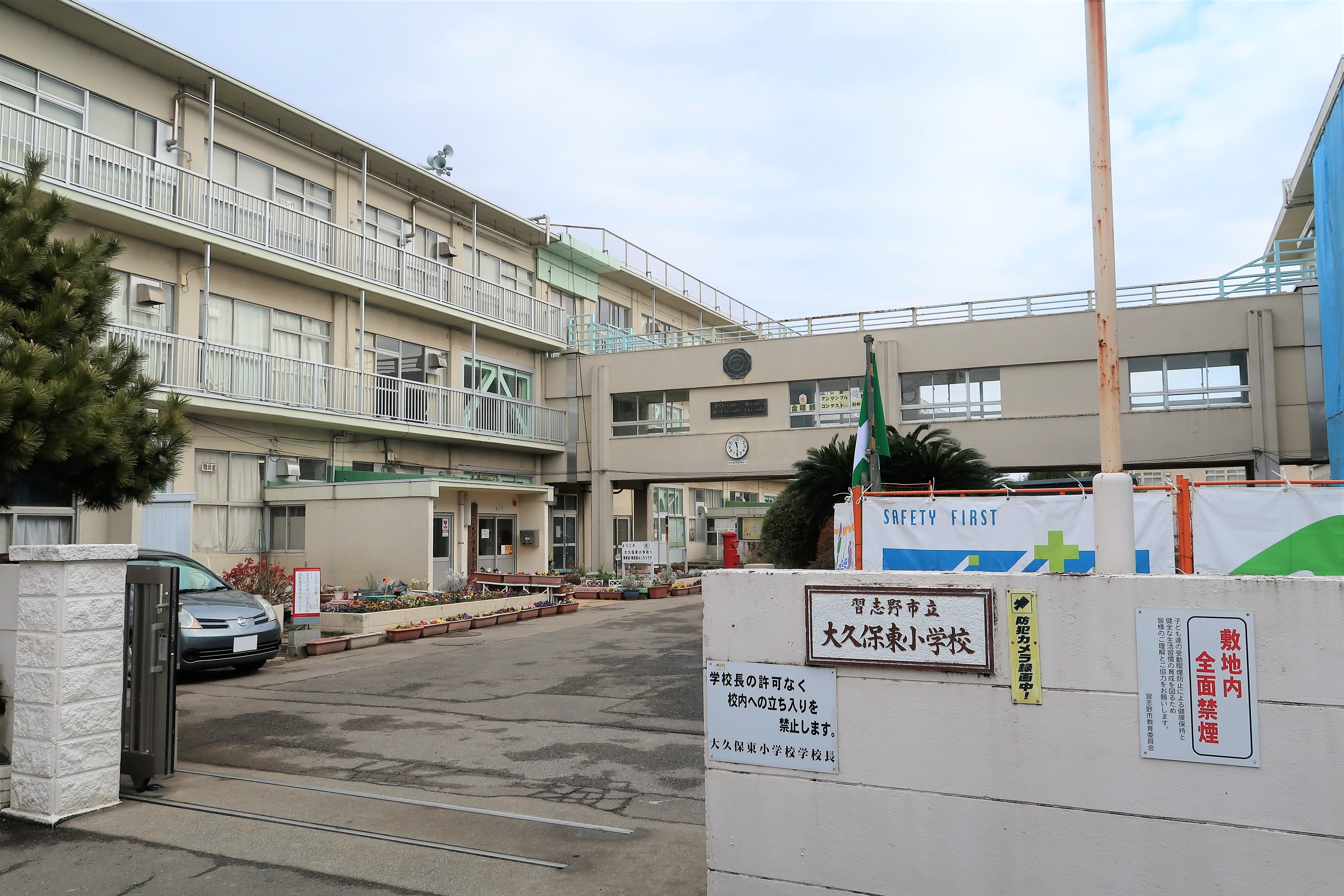
習志野市立大久保東小学校

町内の公立小学校・中学校の学区は以下のとおり。
- 公立小学校
  - 大久保一丁目・三丁目 - 習志野市立大久保小学校（藤崎6丁目）
  - 大久保2丁目・4丁目 - 習志野市立大久保東小学校（大久保二丁目）
- 公立中学校
  - 全域 - 習志野市立第二中学校（実籾一丁目）

## 施設
商業地域は、京成大久保駅の北側に分布している。
- 大久保商店街「ゆうロード」- 京成大久保駅北口商店街[11]
- マルエツ 大久保駅前店（大久保1丁目）[12]
- 習志野市市民プラザ大久保[13][14]

## 交通

### 鉄道
- 京成電鉄 - 京成本線
  - 京成大久保駅

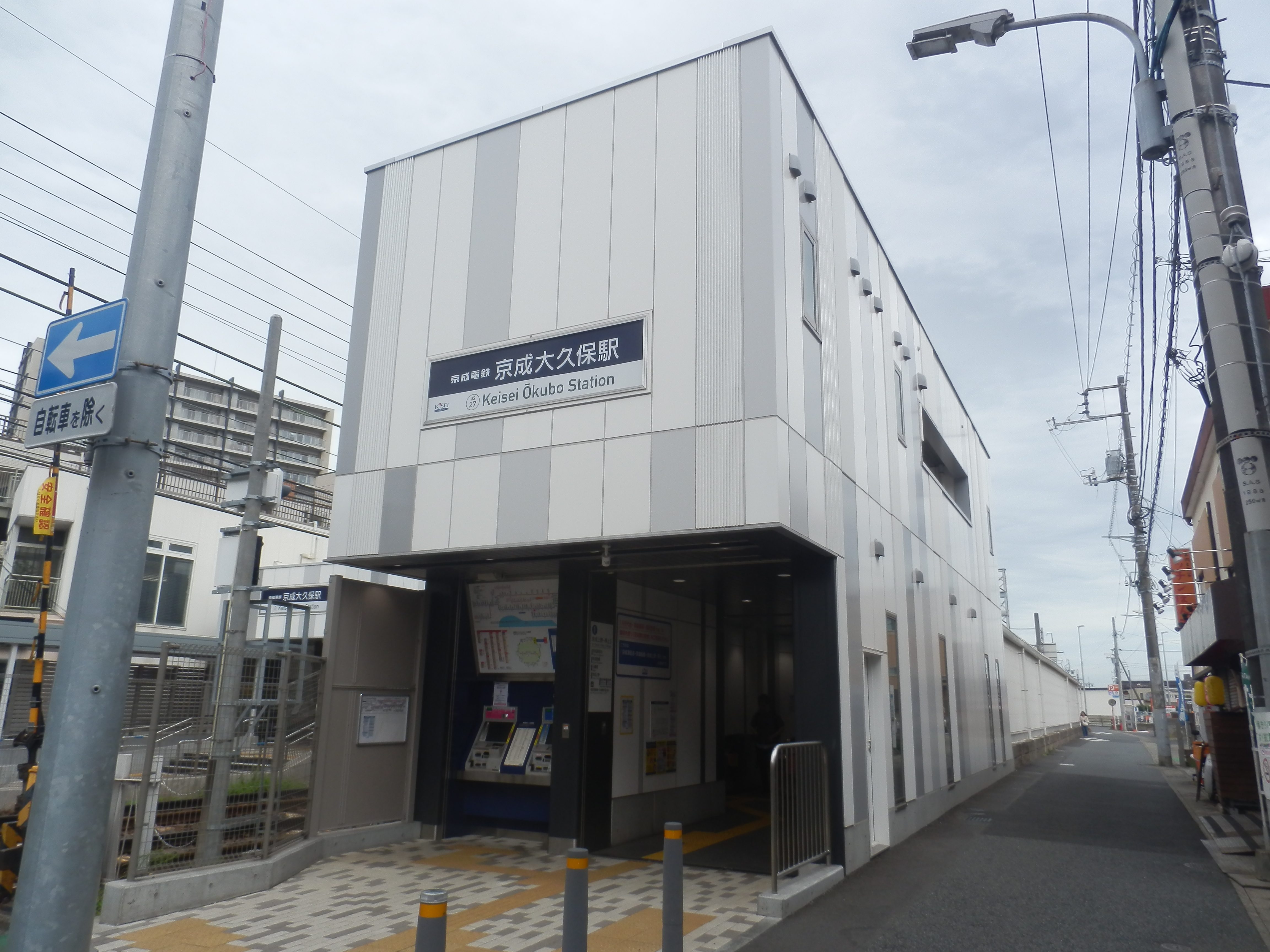
京成大久保駅（南口）
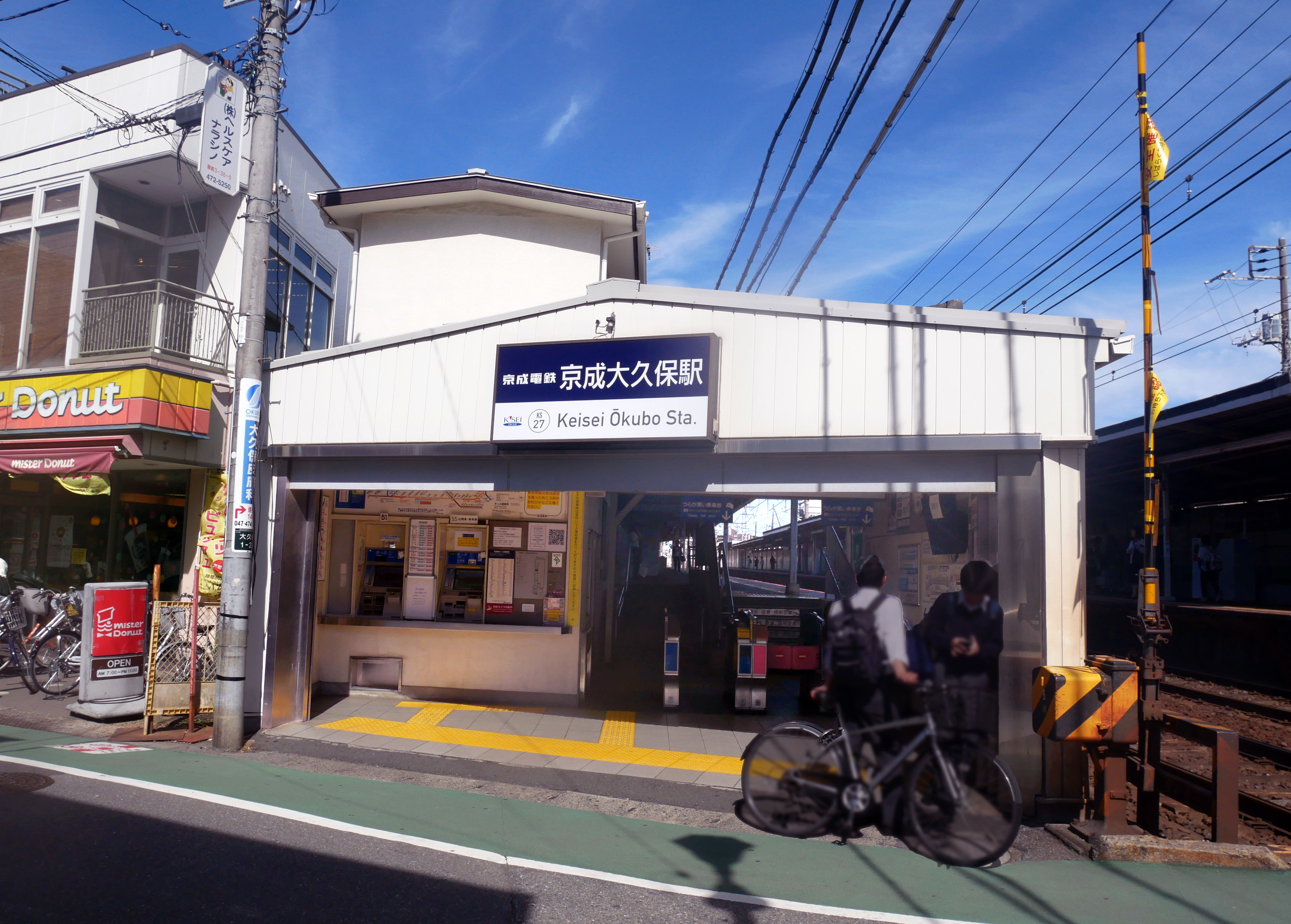
駅舎改築前の京成大久保駅（北口）

### バス
- 京成バス - 習志野出張所
  - 大久保線・東習志野線
- 習志野市ハッピーバス
  - 京成大久保駅ルート

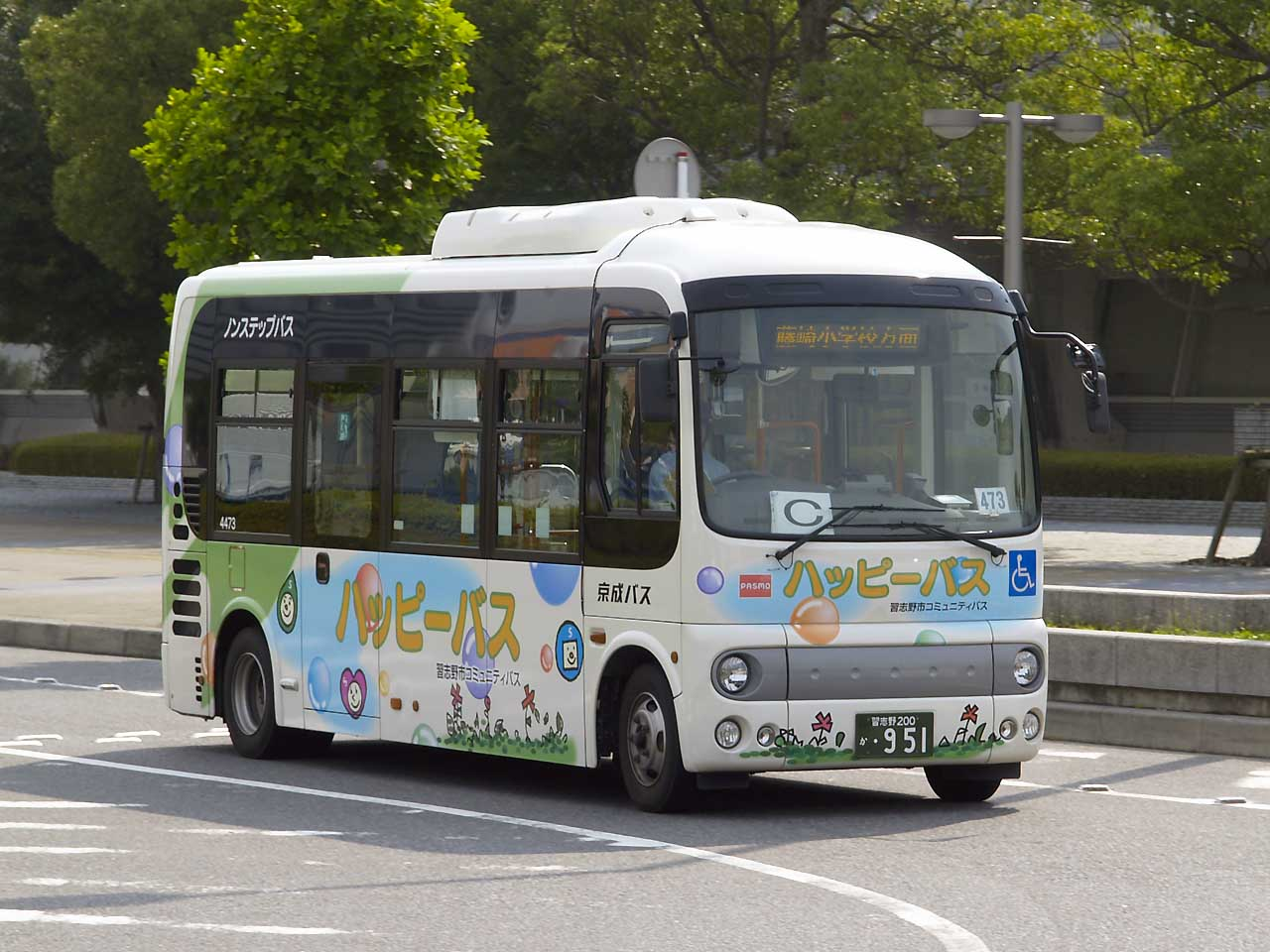
習志野市ハッピーバスの車両